# دون وودز (لاعب كرة قدم أمريكية)
دون وودز (بالإنجليزية: Don Woods)‏ هو لاعب كرة قدم أمريكية أمريكي، ولد في 17 فبراير 1951 في دينتون في الولايات المتحدة.

## وصلات خارجية
- دون وودز على موقع مرجع كرة القدم المحترفة.كوم (الإنجليزية)
- دون وودز على موقع قاعة نيو مكسيكو للمشاهير الرياضية (الإنجليزية)